# فرشاد بشير
فرشاد بشير (بالهولندية: Farshad Bashir)‏ هو سياسي هولندي، ولد في 14 يناير 1988 في كابل في أفغانستان. حزبياً، نشط في الحزب الاشتراكي. وقد انتخب عضو مجلس نواب هولندا ‏ (15 يناير 2008 – 22 مارس 2017).

## وصلات خارجية
- الموقع الرسمي